# Spermophora senoculatoides
Spermophora senoculatoides là một loài nhện trong họ Pholcidae. Loài này được phát hiện ở Iran.